# Species II
Species II è un film del 1998 diretto da Peter Medak, seguito di Specie mortale del 1995 e secondo episodio di una serie di quattro film fanta-horror.

## Trama
Un trio di astronauti a bordo di una navicella spaziale in orbita attorno al pianeta Marte, esegue un atterraggio per prelevare campioni dal suolo. Nel frattempo sulla Terra, grandi folle applaudono per l'entusiasmo dell'impresa, mentre un uomo soltanto all'interno di un manicomio si fa prendere da una crisi di nervi, per aver detto agli astronauti di non sbarcare sul suolo marziano. Dopo aver prelevato i campioni dal suolo i tre cosmonauti tornano sulla loro navetta, ma accade qualcosa di veramente strano: uno dei contenitori metallici contenente i campioni, riesce in breve a surriscaldarsi e ad aprirsi. Da esso esce una sostanza gelatinosa, la quale ha anche la facoltà di propagarsi all'interno della navetta e di dirigersi verso i membri dell'equipaggio. Per sette minuti il contatto radio tra la Terra e la navicella in orbita al pianeta rosso viene interrotto, ma in seguito gli astronauti riprendono i sensi e si ridirigono verso la Terra.
Tornati a casa gli astronauti vengono sottoposti a dei test preliminari per assicurarsi che stiano bene, e sebbene gli si raccomandi di non avere rapporti sessuali per almeno 10 giorni, Patrick Ross se ne infischia, e quella sera stessa ha un rapporto sessuale con due sorelle, le quali muoiono pochi istanti dopo la fine del rapporto, partorendo immediatamente dei figli di età ben superiore a quella di neonati che spaccano il pancione delle donne.
Patrick cerca di confidarsi con il padre riguardo a quello che è successo la sera prima e durante i minuti di comunicazione interrotti sulla navicella, e anche se non ricorda niente sente di aver paura. Ma il padre testardo crede sia soltanto una debolezza e quindi non gli dà ascolto. Intanto in un laboratorio di ricerca spaziale, il dottor Orinsky, che ha prelevato i campioni di sangue dai tre astronauti, telefona al manicomio dove è ricoverato il dottore paziente, che aveva avuto una crisi di nervi quando aveva assistito allo sbarco in diretta. Nota delle anomalie nel sangue di Patrick Ross, e per di più un matraccio contenente il sangue dell'astronauta si agita da solo sul tavolo, cadendo a terra frantumandosi. Il dottor Orinsky rimane stupito nel vedere che il liquido è in grado di propagarsi da solo e di raggiungere una parete. Il dottore incauto si avvicina per poterlo toccare, ma una mano mostruosa rompe il muro e gli strappa un pezzo di addome.
Al laboratorio spaziale, a seguito dell'autopsia sul cadavere del dottor Orinsky, si scopre che il DNA del sangue rinvenuto sono simili a quelli di Sil (la bellissima mezza umana e mezza aliena del primo film). Il colonnello Carter Burgess Jr va alla ricerca di Press Lenox, che ha già distrutto l'esemplare alieno in passato. Lenox viene dunque condotto dal colonnello Carter Burgess Jr al laboratorio di ricerca dove opera la dottoressa Laura Baker che sta conducendo degli esperimenti su Eve, la quale non è altro che un clone di Sil. Lenox controlla le telefonate fatte da Orinsky prima di morire, scoprendo che aveva chiamato il Prof. Cromwell, un ex insegnante di Stanford ora ricoverato in una clinica psichiatrica per ragioni segrete. Lenox e Baker parlano col paziente il quale confida che quando era insegnante aveva condotto degli esperimenti su un meteorite ritrovato sulla Terra e proveniente da Marte. Dagli studi effettuati si era convinto che in passato il pianeta rosso era un pianeta fiorente e ricco di vita; che circa un miliardo di anni fa, fu invaso da una specie aliena proveniente dalla galassia di Magellano in grado di distruggere ogni forma di vita, e che se adesso lui si trova lì è perché si era imposto in tutti i modi contro l'esplorazione, per paura che il DNA alieno fosse ancora presente sul pianeta e che potesse infettare quello umano; ma venne provocato in tutti modi dai militari che avevano motivi strategici per andare su Marte e che finì col picchiare un generale. Capiscono che Orinsky l'aveva dunque cercato per riferirgli che aveva ragione; e che la specie che ha invaso e distrutto Marte è giunta sulla Terra grazie ai tre astronauti.
Lenox e Baker riferiscono quanto hanno saputo al colonnello Carter Burgess Jr, e nonostante quest'ultimo sia riluttante della loro tesi, capisce che non ha altre piste da seguire che dargli il consenso di prelevare i DNA dei tre cosmonauti. Sapendo che è ormai scaduta la quarantena di astenimento dai rapporti sessuali, si recano a casa di Anne Sampas, l'astronauta donna, proprio quando ha finito il rapporto sessuale col marito, e che avverte dolori forti allo stomaco. Rompe il ventre una creatura mostruosa che causa la morte sia di Anne Sampas che del marito, e Lenox e Baker arrivano solo il tempo di uccidere l'alieno. Si recano da Dennis Gamble, l'altro astronauta, che manifesta un carattere scontroso per le precauzioni prese dagli agenti, e per il prelievo del sangue, fino a che si scopre che non è stato infettato. Lenox gli chiede se sa dove si trovi Patrick Ross, ma dice di non saperlo, ma che nell'eventualità dovesse trovarlo glielo farà sapere. Nel frattempo Patrick continua a sedurre donne per riprodursi e quindi facendole morire. Un mattino si sveglia con una donna squartata nel letto con cui aveva fatto l'amore la sera prima, e un bambino. Decide di fare una prova. Fuori dal balcone dell'abitazione dove si rifugia, si spara in bocca con un fucile. La testa gli esplode, ma si ricompone. A guardare la scena c'è anche Dennis Gamble; che era andato a trovarlo al rifugio.
Dennis Gamble quindi fa sapere a Lenox e a Baker quello che ha visto. Baker spiega che la specie aliena è in grado di rigenerare i propri tessuti. Certi che Patrick si sta riproducendo sparpagliano uomini ovunque nel tentativo di cercarlo.
Al laboratorio dove è tenuta Eve si scopre che essa possiede qualità telepatiche, e che quando Patrick si accoppia per riprodursi il suo battito cardiaco aumenta inesorabilmente, così viene deciso di usarla per poter arrivare a lui. Eve vede quello che vede Patrick e da indicazioni a Lenox di dove sta andando. Si reca in un supermercato per violentare una donna ma a un certo punto si accorge di essere controllato da Eve, e i due s'innamorano. Patrick cede dal violentare la donna sequestrata e la lascia perciò fuggire. Lenox insieme a Gamble lo trovano dicendogli che deve sottoporsi a un test del DNA. Patrick senza porre resistenza si lascia condurre dai due. Viene scortato al laboratorio dove è tenuta Eve, e una volta lì aggredisce diverse guardie e trova Eve in una stanza a pareti trasparenti. I due vorrebbero toccarsi ma Patrick è costretto alla fuga.
Il senatore Ross viene informato dal colonnello che suo figlio si è infettato su Marte, e che adesso si sta riproducendo e allo stesso tempo seminando cadaveri di donne. Il colonnello vorrebbe che lo aiutasse a trovarlo, ma il senatore si rifiuta di collaborare. Al laboratorio si scopre che Gamble non si è infettato nello spazio perché soffre di patologie, ovvero che il DNA alieno non si combina con quello umano che ha dei difetti genetici, e questa sarebbe l'arma per sconfiggerli. Il senatore raggiunge il figlio nel posto dove sta tenendo i propri figli, il padre affettuoso cerca di essere comprensivo, e gli confida che sa quello che sta succedendo e intende curarlo, ma la parte aliena prende il sopravvento su di lui e lo uccide.
Eve decide di fuggire da dove si trova per raggiungere Patrick e accoppiarsi, ma Lenox, Baker e Gamble la inseguono al rifugio dove son tenuti tutti i figli mezzi umani e mezzi alieni. Eve e Patrick cercano di accoppiarsi, mentre Baker e Gamble sterminano i figli di Patrick col sangue di Dennis. Lenox cerca di uccidere anche Patrick, il quale si è trasformato in una creatura mostruosa. Giunta Baker chiede ad Eve di aiutarli. Ma Patrick visto il gesto tenta di ucciderla, allora Lenox usando il sangue di Gamble lo infilza facendolo morire. Eve perde la vita, il suo cadavere viene caricato su un furgone, e nella scena finale si vede il suo pancione gonfiarsi.